# Diego de Mazariegos y Porres
Diego de Mazariegos y Porres 1501 (Ciudad Real, f. s. xv – Provincia de Venezuela, 1576), hijo ilegítimo de Hernando Duque de Estrada, hidalgo castellano y Francisca de Mazariegos. Descendiente de la alta nobleza castellana.
Fue un conquistador español de Ciudad Real, fundador de las actuales ciudades de San Cristóbal de las Casas y Chiapa de Corzo en Chiapas. Fue primo hermano de Alonso de Estrada, con quien llega a la Nueva España en 1523, en busca de oportunidades en la administración de la Nueva España.   
Fue Encomendero de Taxco y nombrado Capitán por el Gobernador de la Nueva España Alonso de Estrada.

## Historia

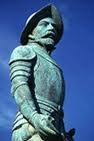
Estatua en San Cristóbal de las Casas

Las autoridades virreinales, al no tener éxito en sus intentos previos de conquistar de la región de Chiapas, envían al capitán Diego de Mazariegos y con el apoyo de Alonso de Estrada, gobernador de la Nueva España, ataca a los indígenas en la horrenda batalla de Tepechtía, en la que los chiapanecos prefirieron arrojarse al cañón del Sumidero antes de sucumbir ante los españoles. Por tanto, los conquistadores hispanos van sometiendo uno a uno a los diversos grupos étnicos hasta dominarlos completamente.
En tal virtud, el capitán Diego de Mazariegos funda el día primero de marzo de 1528, alrededor de una vetusta ceiba, la Villa Real de Chiapa (Chiapa de los Indios), hoy Chiapa de Corzo.
Días después, los españoles atraviesan las partes más altas de Chiapas, con motivo de la llegada de Pedro de Portocarrero a la región de Comitán, para extender los territorios conquistados por Pedro de Alvarado, adelantado, gobernador y capitán general de Guatemala. Arreglado el conflicto, Diego Mazariegos regresa por el valle de Jovel (llamado Hueyzacatlán por los aztecas) y observa que el clima es más benigno, en tanto que en la margen derecha del río Grande de Chiapa, lugar donde había fundado el primer pueblo, no les era del todo favorable.
Fue así, como el 31 de marzo de ese mismo año funda otro pueblo con el mismo nombre de Villa Real de Chiapa de los Españoles, (hoy San Cristóbal de Las Casas) en recuerdo de Ciudad Real (España), cuna del conquistador manchego Diego de Mazariegos. Posteriormente, en 1531 la provincia de Chiapas pasa a depender, por real orden, al gobierno de Guatemala. La conquista se había consumado.
Se casó con Inés Márquez y tuvo un hijo varón, Luis de Mazariegos.

## San Cristóbal de las Casas y su estatua
El 12 de octubre de 1992, las agrupaciones campesinas habían fundado el Frente de Organizaciones Sociales de Chiapas (FOSCH) y, al menos, 15000 indígenas - hombres y mujeres - marcharon por las calles de San Cristóbal de Las Casas. En la coyuntura, el EZLN había "abierto" parte de sus fuerzas en la Alianza Nacional Campesina Independiente Emiliano Zapata (ANCIEZ). (Al parecer, también fue un dispositivo táctico para la "acumulación de fuerzas"). 

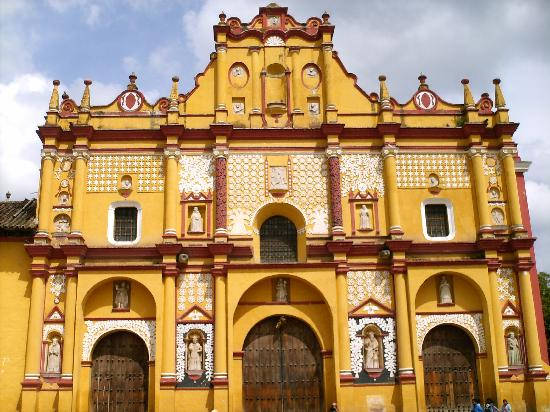
La Catedral de San Cristóbal de Las Casas está dedicada a San Cristóbal Mártir.

Los campesinos se citaron en el monumento a Las Casas, allá por el Teatro de la Ciudad. Las agrupaciones indígenas formaron una columna que se desplazó por la Diagonal Centenario, la Diego de Mazariegos hasta llegar a la Plaza 31 de Marzo. Se dirigieron hacia el mercado Castillo Tielemans y regresaron por Lázaro Cárdenas. El contingente de la ANCIEZ - que marchaba con una formación de "cinco en fondo" -, se detuvo frente al ex convento de Santo Domingo. Allí, una brigada - con atuendo zinacanteco -, se desprendió del contingente y derribó a golpe de marro la estatua de Mazariegos, el conquistador y fundador natural de la Ciudad. En varios pedazos quedó exhibida en la Plaza Central mientras se realizaba el mitin. "Ese día yo los filmé a todos", confió Marcos en 1994. Efectivamente, el hombre vestido de civil y con una gorra roja de beisbolista filmaba el evento. Al concluir el acto indígena, de la masa reunida frente al Palacio Municipal se desprendió la columna de la ANCIEZ para abordar sus unidades de transporte y retornar a sus pueblos.
El derribo de Diego de Mazariegos provocó la enorme indignación de los Coletos que, encabezados por el presidente municipal Mario Lescieur Talavera, fundaron el Comité Cívico San Cristobalense que se sumó a los comités de los ganaderos de Palenque y Ocosingo. Agrupaciones que van a jugar el papel de contra (civil y armada), antes y después del levantamiento.

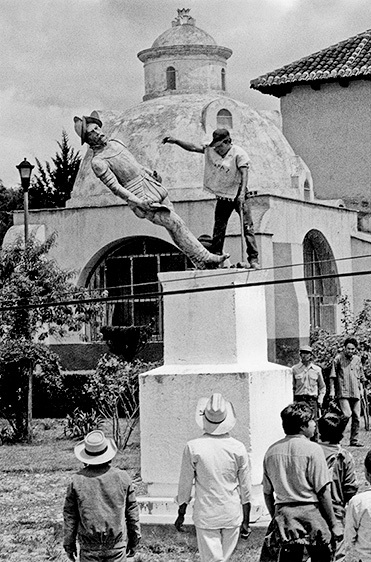
La estatua dedicada al conquistador es derribada en 1992

## Los dos Diego de Mazariegos
Don Diego de Mazariegos Guadalfara, gobernador de Cuba, aparece en el libro Catálogo de Pasajeros a Indias, escrito por don Cristóbal Bermúdez Plata. Allí se da la fecha de 1555 como la de su salida de España hacia América. Ocupó el cargo de gobernador de Cuba cuando el titular Gonzalo Pérez de Angulo fue destituido. Estuvo en funciones en La Habana hasta 1565. Entre 1570 y 1576 fue gobernador de la provincia de Venezuela.
En cuanto al don Diego del mismo apellido, Conquistador de Chiapas, también se encuentra en el mismo catálogo del siguiente modo: “Inés Márquez, mujer de Diego de Mazariegos, difunto, y Luis de Mazariegos… (su hijo)”. Ambos pasaron por Nueva España el 26 de abril de 1530. Por lo tanto la diferenciación de dos personas diferentes es clara.
Además, el mismo conquistador murió en 1530, mientras que el gobernador llegó a Cuba en 1555.
Don Rafael Nieto, quien ya había aclarado este tema, manifiesta que muchos autores los habían confundido llegando a mezclar las biografías de uno y otro. Nieto cita a Enrique Prieto Domínguez Losada, quien escribió sobre la familia Mazariegos, y confundió al conquistador, que dice pasó con Hernán Cortés a Nueva España, con el gobernador de La Habana. Por su parte, Manuel de Orozco y Berra afirma categóricamente que el conquistador no pasó por muchas tierras con Hernán Cortés, pero lo incluye, basado en el fray Antonio Remesal, entre los conquistadores de Chiapas, así como a su hijo Luis Alonso.